# Pantolyta pallida
Pantolyta pallida is een vliesvleugelig insect uit de familie van de Diapriidae. De wetenschappelijke naam van de soort is voor het eerst geldig gepubliceerd in 1908 door Kieffer.